# Путь Андрій Леонтійович
Андрій Леонтійович Путь (1908—1994) — український бандурист і зоолог, фахівець з прісноводних молюсків, кандидат біологічних наук (1956), старший науковий співробітник Інституту зоології у Києві.

## Життєпис
Народився 26 лютого 1908 року в селі Райки (нині Бердичівський район, Житомирська область) у родині сільського ткача. Закінчив Київський сільськогосподарський інститут, після чого працював агрономом в Райках.
Змалку захоплювався національними піснями і танцями. У 1939 році придбав бандуру, вчився грати у відомого бандуриста Михайла Полотая.
У 1942 році призваний в армію, брав участь у бойових діях протягом німецько-радянської війни, рядовий 27 гвардійської мотострілецької бригади, нагороджений орденами Червоної Зірки (1944) і Вітчизняної війни 1 ступеня (1985), медаллю «За перемогу над Німеччиною» (1945) та кількома ювілейними медалями (на фото у статті зі спогадами про нього зображений з 2 орденами і 8 медалями).
Після війни навчався в аспірантурі і згодом працював у відділі палеозоології Інституту зоології АН УРСР (молодший науковий співробітник з 1950 року, згодом старший науковий співробітник). У 1956 році захистив кандидатську дисертацію на тему «Прісноводні молюски УРСР». 
Виділяв новий вид лунок, Theodoxus dniestroviensis Put' 1957, але в сучасній систематиці він не визнається і об'єднується з лункою річковою.
Протягом багатьох років співав у хоровій капелі Академії наук УРСР.
Брав участь в ансамблі кобзарів Київського міського товариства сліпих, виїздив у село Сокиринці Срібнянського району Чернігівської області для вшанування пам'яті Остапа Вересая (1953).
У 1968 році підписав лист на захист осіб, засуджених за антирадянську діяльність.
Збирав і записував народну творчість, деякі записи зберігаються в фондах Інституту мистецтвознавства, фольклористики та етнології імені М. Т. Рильського НАН України.
У 1987 році опублікував книгу «Пісні рідного села» з зібранням пісень, записаних у селі Райки.
Помер 3 грудня 1994 року в Києві.

## Деякі публікації
- Путь А. Л. 1954. Порівняльна колекція сучасних молюсків відділу палеозоології Інституту зоології АН УРСР. Збірник праць Зоологічного музею. 26: 97-118.
- Путь А. Л. 1957. До пізнання фауни прісноводних молюсків Української РСР. Труди Інституту зоології АН УРСР. 14: 90-110.
- Путь А. Л. 1967. Особенности географического распространения пресноводных моллюсков. Вестник зоологии. 2: 25-28.
- Путь А. Л. 1972. До вивчення лункових (Neritidae) України. Доповіді АН УРСР. Серія Б. 1: 78-83.
- Шнюков Е. Ф., Аленкин В. М., Путь А. Л., Науменко П. И., Иноземцев Ю. И., Скиба С. И. 1981. Геология шельфа УССР. Керченский пролив. Киев: Наукова думка. 160 c.
- Путь А. Л. 1987. Пісні рідного села. Київ: Музична Україна. 151 с. (пісні записані в селі Райки)
- Путь А. Л. 1990. Точна дата смерті невідома. Знання та праця. 9: 18–20. (про Т. М. Мовчанівського)